# Opowieść o wizerunku z Edessy
Opowieść o wizerunku z Edessy – tekst w języku greckim, dotyczący powstania mandylionu i jego przeniesienia z Edessy do Konstantynopola w 944 roku.
Właściwy tytuł: Konstantyna [Porfirogenety] z łaski Chrystusa cesarza rzymskiego opowieść o wizerunku z Edessy. Oparte na różnych relacjach historycznych opowiadanie o świętym obrazie Chrystusa, Boga naszego, niesporządzonym ręką i wysłanym do Abgara oraz o tym, jak go przeniesiono z Edessy do tej zażywającej szczególnej pomyślności królowej wśród miast – Konstantynopola.

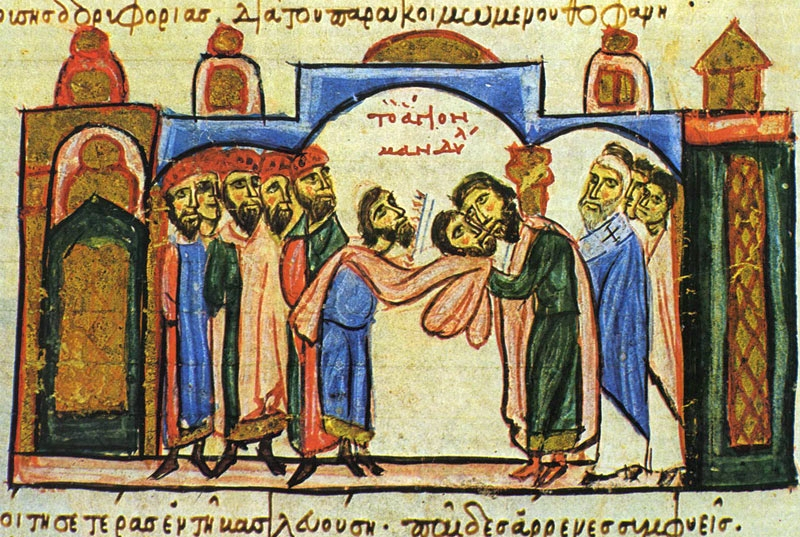
Cesarz Roman Lekapen przyjmuje mandylion w Konstantynopolu. Miniatura z tzw. Madryckiego rękopisu "Kroniki Skylitzesa"

## Autorstwo, czas i miejsce powstania
Tekst został spisany pomiędzy rokiem 945 a 959 w Konstantynopolu przez cesarza Konstantyna Porfirogenetę lub na jego polecenie. Graniczne daty powstania tekstu są wyznaczone z jednej strony przez początek samodzielnych rządów Konstantyna jako cesarza bizantyńskiego, z drugiej zaś jego śmierć. "Opowieść" jest homilią świąteczną, przeznaczoną do wygłaszania podczas obchodów święta przeniesienia (translacji) mandylionu, czyli nieuczynionego ręką wizerunku Chrystusa z Edessy do Konstantynopola. Przeniesienie to miało miejsce 15 sierpnia 944 r., zaś święto przypada na 16 sierpnia i jest obchodzone do dziś w Kościele obrządku wschodniego. 

## Wymowa ideologiczna
Inicjatorem translacji był cesarz bizantyński Roman Lekapen. Doszło do niej, kiedy armia cesarska pod wodzą Jana Kurkuasa stała pod arabską w owym czasie Edessą. W zamian za odstąpienie od oblężenia oraz inne korzyści Arabowie zgodzili się wydać z miasta przechowywany tam cudowny wizerunek Chrystusa. Był o wielki sukces cesarza, który jednak w kilka miesięcy potem został odsunięty od władzy. Jedynym panującym został wówczas jego zięć Konstantyn Porfirogeneta. W "Opowieści o wizerunku z Edessy" stara się on umniejszyć zasługi Romana w przeniesieniu cudownego wizerunku i wyeksponować swój udział w przedsięwzięciu. W tekście umieścił on m.in. proroctwo, które w obliczu wizerunku wygłasza pewien opętany: "Przyjmij, Konstantynopolu, chwałę i radość, a ty, Konstantynie Porfirogeneto, cesarstwo swoje!" Proroctwo to miało zapowiadać upadek cesarza Romana. "Opowieść o wizerunku z Edessy" miała być zapewne swoistą odpowiedzią na inny tekst, traktujący o mandylionie i jego translacji, a mianowicie "Kazanie z okazji przybycia wizerunku z Edessy" autorstwa Grzegorza Referendarza". "Kazanie" powstało zapewne tuż po samej translacji i jest jednoznacznie pochwalne wobec Romana Lekapena. 

## Problemy źródłowe i historia tekstu
Brzmienie "Opowieści" w najbardziej znanej formie jest dyskutowane. Po pierwsze, istnieje pokrewny jej (miejscami niemal identyczny) tekst, umieszczony w tzw. "Synaksarionie Kościoła Konstantynopolitańskiego", czyli powstałym w X w. zbiorze tekstów przeznaczonych do czytania podczas liturgii poszczególnych świąt Kościoła wschodniego. Udział w tworzeniu "Synaksarionu" miał również Konstantyn Porfirogeneta, zatem nie wiadomo, która z dwóch wersji tekstu jest pierwotna, a która wtórna. 
Istnieje również traktat, w którym przedstawiona została liturgia sprawowana wokół mandylionu w Edessie. W traktacie tym znajduje się informacja, że został on spisany na polecenie Konstantyna Porfirogenety. W niemal wszystkich istniejących rękopisach "Opowieści" traktat jest dołączony na końcu tekstu jako jego integralna, ostatnia część. Nie wszyscy badacze są zgodni, czy traktat ten znajdował się tam od początku, czy też został dołączony później. 
"Opowieść o wizerunku z Edessy" włączył do swojego "Menologionu", wielkiego zbioru tekstów przeznaczonych na rozmaite święta Symeon Metafrastes. Było to dzieło niezwykle popularne, dlatego "Opowieść" stała się najbardziej znaną wersją historii Abgara i translacji mandylionu. Zachowało się ok. 850 rękopisów "Menologionu", z których najstarsze datuje się na XI w. Istnieje jednak kilka równie dawnych rękopisów "Opowieści", zawierających nieco odmienną wersję niektórych epizodów. Również tu nie ma zgody, czy i które z tych wersji uznać za pierwotne wobec najbardziej znanego wariantu. 
Tekst "Opowieści", powszechnie przywoływany dzisiaj, opiera się właściwie wyłącznie na "Menologionie". Wydanie krytyczne tekstu greckiego sporządził w 1899 r. niemiecki uczony Ernst von Dobschütz w swojej monumentalnej książce "Christusbilder. Untersuchungen zur christlichen Legende". Nowe wydanie, ustosunkowujące się do powyższych problemów źródłowych przygotowuje obecnie prof. Bernard Flusin. 
Wzmożone zainteresowanie "Opowieścią" związanie jest z ukazaniem się książki Iana Wilsona o Całunie Turyńskim pt. "The Tourin Shroud". Wilson umieścił na końcu swojej publikacji angielski przekład "Opowieści", oparty jednak na dość niedoskonałej podstawie greckiej z Patrologia Graeca. Wraz z ukazywaniem się książki Wilsona w innych językach, tłumaczono na nie także "Opowieść". Solidny przekład polski "Opowieści" sporządził Jan Radożycki w apendyksie do polskiego tłumaczenia książki Wilsona ("Całun Turyński", Warszawa 1984). 

## Treść
Tekst "Opowieści" traktuje w pierwszej części o historii cudownego wizerunku. Opowiada, jak władca Edessy z czasów Chrystusa Abgar V Ukkama, chorujący na trąd i podagrę, posłał do Jerozolimy swojego posła Ananiasza z listem do Jezusa. List ten zawierał prośbę o przybycie i uzdrowienie króla. Chrystus nie mógł przybyć do Abgara, wysłał mu jednak list, w którym zapewniał go o opiece, jaką odtąd będzie otaczał Edessę. Jednocześnie przekazał Ananiaszowi ręcznik, którym otarł swoją twarz z wody – na tkaninie odcisnął się wizerunek jego oblicza. Zapowiedział również, że przyśle do Edessy jednego ze swoich uczniów. W drodze powrotnej Ananiasz nocował w miejscowości Hierapolis, gdzie ukrył wizerunek w stosie dachówek. W nocy wybuchł pożar, jednak cudowny przedmiot ocalał, wypalając przy okazji na jednej z dachówek swoją cudowną kopię – keramidion. 
Autor przedstawia jeszcze drugą, alternatywną do pierwszej, wersję powstania mandylionu. Niektórzy – jak pisze – są zdania, że wizerunek powstał, gdy Chrystus podczas modlitwy w Ogrójcu wytarł z twarzy krwawy pot. Wizerunek ten wziął w posiadanie jego uczeń Tadeusz, który wyruszył z nim do Edessy. Wkraczając do pałacu Abgara, umieścił go na czole, a bijąca zeń światłość oślepiła władcę, który natychmiast ozdrowiał. Tadeusz uzdrowił również wielu mieszkańców miasta i ochrzcił Abgara. 
W dalszej części przedstawione są losy wizerunku w Edessie. Wedle autora Abgar umieścił wizerunek nieopodal bramy miejskiej, zastępując nim bożka, który stał tam dotychczas. Jednak po jego śmierci wnuk Abgara kazał zniszczyć mandylion. Miejscowy biskup zdołał go jednak ocalić: zamurował go w niszy przy bramie, umieszczając wcześniej przed nim palącą się lampkę oliwną. Mieszkańcy Edessy na długo zapomnieli o cudownym przedmiocie, znajdującym się w ich posiadaniu. 
Wiele lat później pod Edessę podeszły perskie wojska pod wodzą Chosroesa (miasto było już wówczas częścią cesarstwa rzymskiego). Persowie wydrążyli podkop; mieszkańcy Edessy odkryli go, nie wiedzieli jednak, co zrobić. Miejscowy biskup Eulaliusz doznał wówczas wizji, w której nakazano mu odkrycie zamurowanego mandylionu. Biskup uczynił to, odkrywając w niszy, poza wizerunkiem, również palącą się lampkę i nową kopię mandylionu na dachówce. Oliwą z lampy pokropiono ogień, który Persowie rozpalili w podkopie, dzięki czemu żar zwrócił się przeciwko nim. Podobny efekt odniosło obnoszenie wokół murów wizerunku Chrystusa. I znów autor przytacza jeszcze drugą wersję wydarzeń: otóż podobno Persowie wznieśli pod Edessą drewnianą konstrukcję, przewyższającą mury miejskie. Obrońcy usiłowali podkopać się pod nią i ją podpalić, co jednak powiodło się dopiero po pokropieniu ognia wodą, poświęconą przez wizerunek. W obu wersjach rezultatem działań było odstąpienie Chosroesa. 
Perski władca był pod takim wrażeniem mocy mandyliony, że gdy demon opętał jego córkę, zwrócił się do mieszkańców Edessy o przysłanie mu cudownego wizerunku, aby ją uzdrowić. Mieszkańcy oddali Chosroesowi jedynie kopię swojego obrazu, ta jednak okazała się skuteczna. 
Trzecia część "Opowieści" relacjonuje samą translację wizerunku. Najpierw przedstawia negocjacje ze stroną arabską, następnie sprawdzanie autentyczności obrazu. Ponoć mieszkańcy miasta (będący chrześcijanami) sprzeciwiali się wydaniu mandylionu, żądając znaku, wskazującego na przychylność Boga wobec całej operacji. Okazało się wówczas, że łódź z wizerunkiem – a także listem Chrystusa do Abgara – samoczynnie przepłynęła Eufrat. Po drodze za sprawą mandylionu dokonywały się liczne cuda, a pewien opętany wypowiedział słowa prorocze dla Konstantyna Porfirogenety (patrz wyżej). 
W końcu autor opisuje samo wkroczenie wizerunku do stolicy cesarstwa. Ponieważ odbywało się ono w święto Zaśnięcia NMP, cesarze (Roman, jego synowie i Konstantyn Porfirogeneta) przebywali w kościele Matki Boskiej w Blachernach. Tam też przewieziono początkowo mandylion. Cesarze wsiedli z nim na galerę cesarską, opłynęli mury i złożyli w kaplicy Faros w pałacu. Następnego dnia kontynuowali żeglugę aż do Złotej Bramy, przez którą weszli z wizerunkiem do miasta. Procesja z wizerunkiem i listem Abgara przeszła przez cały Konstantynopol. Świętości złożono najpierw w Hagii Sophii, następnie na tronie cesarskim, a w końcu ponownie w kaplicy Faros. 
"Opowieść" kończy się modlitwą za cesarza, stolicę i cały kraj. 